# Termas griegas
Mucho se conoce en la actualidad por distintas fuentes, sobre la existencia de las termas romanas. Pero históricamente, la práctica de los baños, como un lugar de encuentro y con fines preservativos, higiénicos y medicinales fue obra de los antiguos griegos alrededor del siglo VIII a.C.
El agua fue centro y cuna de ésta gran civilización, que resultaron navegantes experimentados, logrando crear un verdadero imperio mediterráneo. El mar, por su condición geográfica, fue una fuente de riquezas sumamente vasta y acrecentó la prosperidad de la población. Desde la filosofía, con Tales de Mileto quién aportó su teoría de que el arjé era el agua; en la arquitectura con la creación de complejos sistemas de acueductos; desde la mitología con dioses y divinidades acuáticas, desde la pintura y artesanías: todo giraba en torno a este elemento.
Por hallazgos arqueológicos, se tiene registro de que los primeros baños públicos fueron creados y utilizados en Cnossos (Creta), pero también se han encontrado pinturas que demuestran que en Grecia también fue común el uso de instalaciones que cumplían la función de duchas. En La Ilíada de Homero, también se comenta el uso de tinajas para bañarse que se deduce estaban conectadas a cañerías para evitar el derrochamiento del agua. También se han descubierto en Atenas, restos de retretes, con un complejo sistema de drenaje y alcantarillas que recorrían el subsuelo.
Las termas fueron un aspecto fundamental en la vida de los griegos y con el tiempo sus instalaciones se fueron complejizando. Se encontraban en la mayoría de los casos a cargo de los gimnasios y no contaban con agua caliente en un primer momento. Durante el siglo de Pericles (s. V a.C) , comenzaron a utilizarse como un lugar de encuentro y recreación , para actos rituales, para fines medicinales y para el atletismo. En Delfos y Olimpia quedan restos de un baño público del siglo V. Estas instalaciones ofrecían baños de vapor y piscinas mixtas de agua caliente, templada y fría. El baño se convirtió así en un complicado ritual de cuidados corporales, que incluía la práctica de ejercicio, masajes con aceites especiales, una sucesión de baños a diferentes temperaturas, la limpieza a fondo de la piel y, al final, un nuevo ungimiento con cremas u otros aceites. También encontramos referencias de la escuela de medicina de Hipócrates de Cos: “Los baños fríos, seguidos de ejercicios físicos, dan más calor al cuerpo que los baños calientes. Los dolores muy fuertes de la gota o del reumatismo pueden desaparecer con repetidos chorros de agua fría. El agua del mar cura heridas y úlceras cutáneas”.
Todos estos conocimientos fueron heredados por los romanos, quienes siglos después construyeron termas sumamente complejas, que contaban con distintas habitaciones que brindaban variados servicios.